# Karl Wilhelm Pohlke

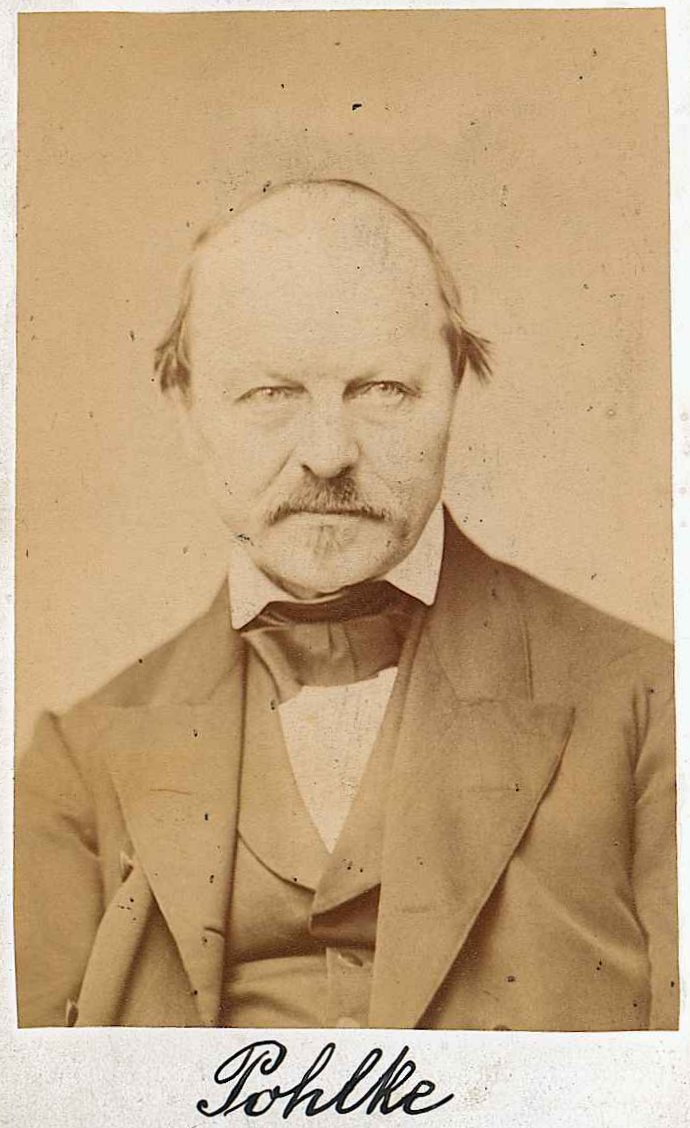
Karl Wilhelm Pohlke

Karl Wilhelm Pohlke (* 28. Januar 1810 in Berlin; † 27. November 1876 ebenda) war ein deutscher Historien-, Genre-, Bildnis- und Landschaftsmaler, der für die perspektivische Malerei den nach ihm benannten Satz von Pohlke fand.

## Leben
Karl Wilhelm Pohlke erhielt seine Malerausbildung bei Wilhelm Hensel an der Königlich Preussischen Akademie der Künste in Berlin und debütierte 1832 auf der dortigen Kunstausstellung. Nach Abschluss des Studiums bestritt er seinen Lebensunterhalt für einige Jahre mit Landschaftsmalerei und gab Privatunterricht in der Technik des perspektivischen Zeichnens. 1835 ging Pohlke nach Frankreich, wo er sich an der Pariser École des Beaux-Arts bei Louis Étienne Watelet und Léon Cogniet weiterbildete, und 1843 nach Italien. Nach 10-jähriger Abwesenheit zog es ihn 1845 nach Berlin zurück. Dort bekam er 1849 an der Königlichen Bauakademie eine Stelle als Privatdozent und wurde 1860 Professor für darstellende Geometrie und Perspektive an der Bau- und gleichzeitig an der Kunstakademie.
Zwischen 1860 und 1876 publizierte er ein Lehrbuch in zwei Bänden über darstellende Geometrie, das den nach ihm benannten Satz von Pohlke oder auch Hauptsatz der Axonometrie im ersten Band behandelt:
Mit diesem Satz, um dessen Beweis er seit 1853 vergeblich gerungen hatte, fand er als Erster eine mathematische Formulierung und damit eine theoretische Rechtfertigung für die in der malerischen Praxis bereits seit der Renaissance angewandte Darstellungsmethode bei Architekturansichten oder perspektivischen Freihandzeichnungen. 

## Werke (Auswahl)
Schriften

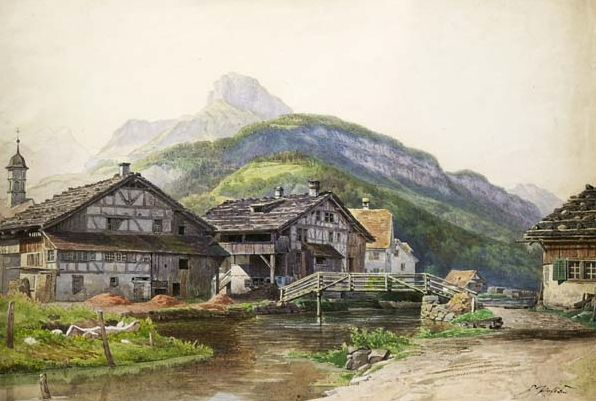
Brunnen am Vierwaldstätter See

- Darstellende Geometrie, zunächst für den Gebrauch bei den Vorträgen an der Königlichen Bau-Akademie und dem Königlichen Gewerbe-Institut zu Berlin. Gaertner, Berlin 1860.
  - Erste Abtheilung: Darstellung der geraden Linien und ebenen Flächen, so wie der aus ihnen zusammengesetzten Gebilde, vermittelst der verschiedenen Projektionsarten
  - Zweite Abtheilung: Darstellung einiger krummer Linien und krummen Flächen.
- Zehn Tafeln zur darstellende Geometrie. 4. Auflage. 1.–2. Abtheilung. Rudolph Gaertner, Berlin 1876 (babel.hathitrust.org – Alternativer Titel: Darstellende Geometrie).

Gemälde
- Brunnen am Vierwaldstätter See, Mitte 19. Jh.
- Blick auf Glienicke, im Schloss Glienicke, Berlin